# Stokowiec (rejon turczański)
Stokowiec (ukr. Штуковець) – wieś na Ukrainie, w obwodzie lwowskim, w rejonie samborskim (wcześniej w rejonie turczańskim) nad Stryjem. Miejscowość liczy około 234 mieszkańców. 